# OK Ribnica Kraljevo
OK Ribnica Kraljevo – serbski męski klub siatkarski z Kraljeva. Założony został w 1954 roku. Obecnie występuje w najwyższej klasie rozgrywkowej Superlidze.

## Nazwy klubu
- VIOR Sport
- Euroinvest
- Šumadijadrvo
- Ribnica Građevinar

## Rozgrywki krajowe
| Sezon     | Rozgrywki        | Osiągnięcie |
| --------- | ---------------- | ----------- |
| 2003/2004 | Prva A liga      | 7. miejsce  |
| 2004/2005 | Prva A Pils liga | 5. miejsce  |
| 2005/2006 | I A liga         | 5. miejsce  |
| 2006/2007 | I A liga         | 2. miejsce  |
| 2007/2008 | Superliga        | 5. miejsce  |
| 2008/2009 | Superliga        | 4. miejsce  |
| 2009/2010 | Superliga        | 5. miejsce  |
| 2010/2011 | Superliga        | 5. miejsce  |
| 2011/2012 | Superliga        | 6. miejsce  |
| 2012/2013 | Superliga        | 6. miejsce  |
| 2013/2014 | Superliga        | 5. miejsce  |
| 2014/2015 | Superliga        | 5. miejsce  |
| 2015/2016 | Superliga        | 7. miejsce  |
| 2016/2017 | Superliga        | 5. miejsce  |
| 2017/2018 | Superliga        | 10. miejsce |
| 2018/2019 | I liga serbska   | 1. miejsce  |
| 2019/2020 | Superliga        | –           |

## Sukcesy
Puchar Jugosławii:
- 1978
- 1979

Mistrzostwa Serbii:
- 2007

Puchar Serbii:
- 2021
- 2008, 2014

Puchar BVA:
- 2010
- 2011

Superpuchar Serbii:
- 2014